# Arrow Caz
Arrow Caz is een landelijk Nederlands commercieel radiostation. Het station is eigendom van Arrow en zendt enkel nog uit via het internet.

## Geschiedenis
Arrow Caz ging op 18 april 2006 (onder de naam Caz!) van start op de voormalige frequenties van Yorin FM. Enige maanden daarvoor had SBS Broadcasting het station overgenomen van RTL Nederland. Caz! is via verschillende naamswijzigingen voortgekomen uit HitRadio Veronica.
Begin 2006 nam SBS Broadcasting het verliesgevende Yorin FM over van RTL Nederland. SBS behield een groot deel van het personeel en besloot om zowel het format als de naam van het station te wijzigen. Voormalig BNN-directeur Gerard Timmer werd aangetrokken om het nieuwe radiostation te lanceren en te leiden. Eind maart werd de nieuwe naam bekendgemaakt: Caz!. Die naam werd gekozen omdat men vond dat de zender een persoonsnaam moest hebben met persoonlijkheid en karakter. Caz! is geen afkorting en staat nergens voor. Op dinsdag 18 april 2006 om 06.00 uur ging Caz! officieel van start.
Hoewel SBS bij de start van Caz! aangaf dat het bedrijf voor meerdere jaren in het station wilde investeren en een lange adem zou hebben, werd al na enkele maanden het marketingbudget teruggeschroefd en konden er geen investeringen meer worden gedaan. Hierdoor bleek het lastig om Caz! te laten groeien in de sterk concurrerende radiowereld. Voor directeur Gerard Timmer was dit in april 2007, een jaar na de start, reden om op te stappen.

## Overname door de Arrow media groep, Caz! van de FM
Op 21 juni 2007 werd bekendgemaakt dat Caz! per 1 juli zou worden overgenomen door Ad Ossendrijver, eigenaar van Arrow Classic Rock en Arrow Jazz FM. De bedoeling was om de FM-frequenties van CAZ! te gaan gebruiken voor Arrow Classic Rock. Reden voor SBS om het station te verkopen was volgens Gerard Timmer de overname van SBS Broadcasting door het Duitse ProSiebenSat.1 Media, waarbij het verliesgevende Caz! de waarde van SBS Broadcasting drukte. De overname van SBS Broadcasting door ProSiebenSat.1 Media werd op 27 juni 2007 bekendgemaakt. Van zondag 1 juli 2007 tot 11 maart 2009 heeft Arrow Classic Rock op de voormalige FM-frequenties van Caz! uitgezonden, waardoor het station uit de ether is verdwenen. Caz! werd voortgezet via de kabel, satelliet (Astra 1) en internet.
Op 7 september 2007 werd bekendgemaakt dat Caz! door zou gaan, na doorvoering van een flinke kostenbesparing, met een vijftal dj's: Albert-Jan Sluis, Maurice Verschuuren, Rinse Blanksma, Martin Pieters (Welcome-to-your-weekendmix), DJ Jean (Madhouse @ Midnight) en Joshua Walter (Blended). Omdat Verschuuren en Blanksma aan de slag gingen bij Arrow Classic Rock, DJ Jean naar Slam!FM vertrok, zijn Martin Pieters en Albert-Jan Sluis de enige overgebleven dj's op CAZ!
Eind maart/begin april 2009 werd bekendgemaakt dat ook Martin Pieters en Albert-Jan Sluis zouden vertrekken bij CAZ! Zij zijn allebei aan de slag gegaan bij Radio Decibel, waardoor er sinds dan geen dj's meer actief zijn op CAZ!
Van 10 juli 2008 tot 10 maart 2009 zond Caz! uit op de middengolffrequentie 828 kilohertz. Caz! werd tijdelijk op deze frequentie gezet, tot de start van het radiostation dat daarop zou gaan uitzenden met een talk-achtig format, genaamd Arrow Talks. Uiteindelijk is dit niet doorgegaan.
Op vrijdag 22 mei 2009 heeft kabelexploitant Ziggo, in overleg met Caz!, besloten om de doorgifte van het signaal van Caz! via het analoge en digitale radiopakket te beëindigen. Dit is het gevolg van veel te hoge kosten voor kabeldistributie en auteursrechten. Per 1 juli 2009 verdween Caz! ook bij UPC van de analoge kabel en op de satelliet bij CanalDigitaal, maar bleef bij UPC Digitaal en via internet wel beschikbaar. Arrow Caz is enige tijd FTA via de Astra 3 satelliet te ontvangen geweest.
Sinds december 2009 is Caz! van naam veranderd, de huidige naam is Arrow Caz.

## Podcasts
Caz was tevens bekend van haar podcast Welcome to your weekend mix, waar andere radiostations zoals Radio 538 pas later mee begonnen. Ze waren echter niet de eerste die met podcasts startten, dat was KinkFM.
Daarnaast stonden Madhouse@Midnight en Blended ook in de top 50 podcasts van Nederland.

## Programma's
Sinds de overname door Arrow werd voornamelijk non-stop muziek gedraaid bij Caz. Albert-Jan Sluis presenteerde van 3 september 2007 tot en met 3 april 2009 van maandag t/m donderdag nog een programma, en op de vrijdagavond The Weekend Mix met op de zaterdagavond de herhaling hiervan. Hierna is dit radiostation geheel non-stop gegaan.
In 2019 heeft CAZ, naast een eigen website, ook een eigen streaming music video channel. 